# Ragnar Bergendal

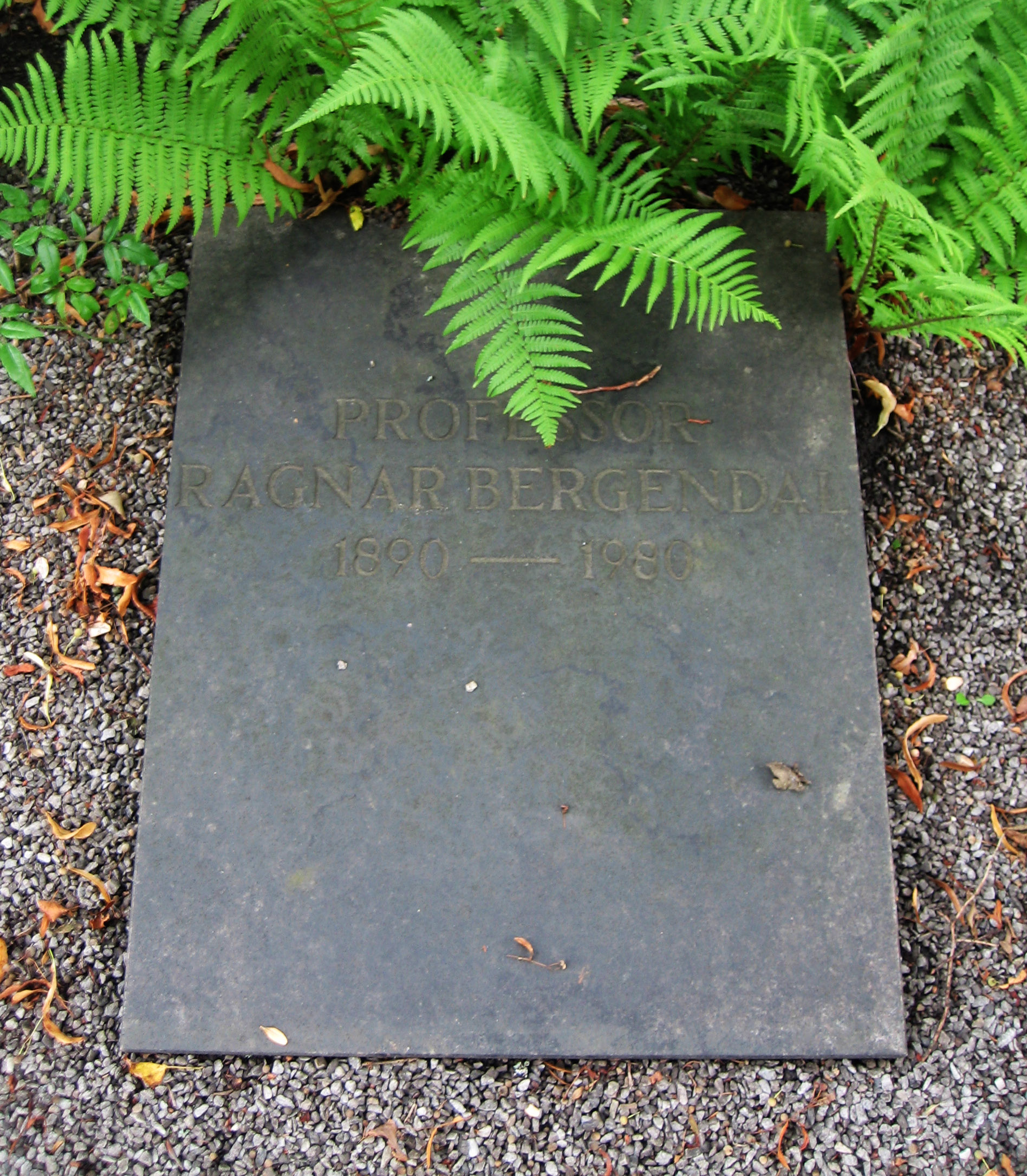
Ragnar Bergendals grav på Norra kyrkogården i Lund.

Ragnar Sven David Bergendal, född 7 augusti 1890 Lund, död där 5 februari 1980, var en svensk jurist, professor i straffrätt och juridisk encyklopedi vid Lunds universitet.
Bergendal blev juris doktor 1922 och docent i straffrätt samma år. År 1928 blev han professor i straffrätt och juridisk encyklopedi vid universitetet i Lund, en post han hade fram till 1957. Han var även universitetets prorektor 1947–1951 och rektor 1951–1957. Bergendal biträdde 1922 strafflagskommissionen vid utarbetade av motiv till förslag till strafflag, och blev 1928 sakkunnig i Justitiedepartementet vid behandling av förslag till ändringar i strafflagen.
Bergendal utgav bland annat Aktibolagets författining och dess yttre rättsförhållanden (1922), avdelningen Straffrätt i Lärobok i rättskunskap (1924) samt Om betydelsen av konkurs för brott emot borgenärer (1929).
Som enmansutredare genomförde Bergendal en utredning som ledde till 1935 års lag om sterilisering (SOU 1933:22). Bergendal ledde också en utredning tillsatt 1939 av justitieminister K G Westman om inskränkningar i tryckfriheten (SOU 1940:5), som föreslog möjligheter till dels utgivningsförbud för periodiska skrifter, dels förhandsgranskning av tryckta skrifter, dels införselförbud för tryckta skrifter. Utredningen hade också biträtt arbetet med den så kallade transportförbudsförordningen.
Bergendal invaldes som ledamot av Humanistiska Vetenskapssamfundet i Lund 1929. Han var även medarbetare i Svensk uppslagsbok under signaturen R. B-l.
Ragnar Bergendal var son till David Bergendal (1855-1908), professor i zoologi vid Lunds universitet och lärarinnan Nanny Bergendal (1861-1935), född Erikson. Han gifte sig 1940 med Ingrid Anderson (1890–1979), som var dotter till spannmålshandlare Anders Ohlsson och Hanna Nilsson samt änka efter professor Sven Wicksell. Ragnar Bergendals gravvård återfinns i familjegraven på Norra kyrkogården i Lund.